# Gaston Rebry
Gaston Rebry (Rollegem-Kapelle, 29 gennaio 1905 – Wevelgem, 3 luglio 1953) è stato un ciclista su strada belga.
Professionista dal 1926 al 1938, conta tre vittorie nella Parigi-Roubaix, una nel Giro delle Fiandre, una Parigi-Nizza e quattro tappe al Tour de France.

## Carriera
Rebry iniziò a correre in bici da professionista come indipendente da giovanissimo, appena diciottenne, nel 1923, ottenendo subito discreti risultati, fra i quali un secondo posto nella Parigi-Cambrai del 1924. Fu nel 1925 che si mise in luce sia nelle prove in linea che nelle brevi corse a tappe, soprattutto in quelle del nord della Francia e del Belgio: in quell'anno infatti fu secondo nel Giro del Belgio e identico risultato ottenne anche nel Circuit Franco-Belge. Visti i buoni risultati la squadra Peugeot-Dunlop decise di portarlo nelle proprie file.
Nel 1926 confermò i presupposti messi in luce negli anni precedenti ottenendo due vittorie in corse minori e un terzo posto alla Parigi-Roubaix, dietro Delbecque e Van Slembrouck.
Il 1927 fu l'anno dell'esordio al Tour de France, nel quale ottiene solo un secondo posto alla nona tappa e si ritirò dopo la decima tappa. La Peugeot non gli rinnovò il contratto e nel 1928 passò alla Alcyon che lo ripropose al Tour de France, dove riuscì a vincere una tappa e chiudere dodicesimo nella generale; in quella stagione fu anche terzo nella Parigi-Rennes e quarto nella Parigi-Roubaix.
L'anno seguente ottenne ancora una vittoria di tappa al Tour de France e fu ancora quinto nella Parigi-Roubaix e nel 1930 non colse risultati, se non un secondo posto ancora nella Parigi-Rennes ma soprattutto fu afflitto da vari problemi fisici.
Il 1931 fu l'anno della svolta nella carriera di Rebry: ottenne una vittoria di tappa in una corsa minore ad inizio stagione, il sesto posto nella Parigi-Bruxelles, vinse la prima delle sue tre Parigi-Roubaix e corse il miglior Tour della sua carriera. Nella Grande Boucle riuscì a superare meglio le fatiche delle salite e nella ventitreesima tappa, insieme al compagno Demuysere, si lanciò in un attacco in un percorso che rispecchiava quello delle classiche del nord, costringendo Magne alla rincorsa. Alla fine Rebry vinse la tappa e chiuse quarto nella generale. Concluse la stagione con un settimo posto ancora nel Grand Prix Wolber e ai Campionati del mondo.
Nel 1932 vinse ancora una tappa al Tour e altre due corse, mentre nel 1933 colse un solo successo. Nel 1934 aprì la stagione vincendo la Parigi-Nizza e nella "campagna del nord" vinse prima il Giro delle Fiandre e poi la Parigi-Roubaix. In quest'ultima si ripropose vincente l'anno seguente, ma quello fu il suo ultimo successo. Trasferitosi in Canada, tornò successivamente in patria, e morì prematuramente a 48 anni, a Wevelgem.

## Palmarès
- 1926 (Peugeot/Griffon - Dunlop)

Parigi-Nantes
Lione-Belfort
- 1928 (Alcyon, una vittoria)

3ª tappa Tour de France (Cherbourg > Dinan)
- 1929 (Alcyon, una vittoria)

14ª tappa Tour de France (Nizza > Grenoble)
- 1931 (Alcyon, due vittorie)

Parigi-Roubaix
23ª tappa Tour de France (Charleville > Malo-les-Bains)
- 1932 (Alcyon, una vittoria)

19ª tappa Tour de France (Charleville > Malo-les-Bains)
- 1934 (Alcyon, tre vittorie)

Giro delle Fiandre
Parigi-Roubaix
Classifica generale Parigi-Nizza
- 1935 (Alcyon, una vittoria)

Parigi-Roubaix

### Altri successi
- 1932 (Alcyon)

Criterium di Bissegem
Oostkamp
- 1933 (Alcyon)

Omloop van West-Vlaanderen
Omloop van de Westkust De Panne
- 1935 (Alcyon)

Criterium di Brugge

## Piazzamenti

### Grandi Giri
- Giro d'Italia

1933: ritirato (4ª tappa)
- Tour de France

1927: ritirato (12ª tappa)
1928: 12º
1929: 10º
1931: 4º
1932: 20º
1933: 14º
1934: ritirato (2ª tappa)

### Classiche monumento
- Giro delle Fiandre

1926: 7º
1927: 6º
1928: 15º
1929: 13º
1932: 28º
1933: 10º
1934: vincitore
1935: 10º
1936: ritirato
1938: 10º
- Parigi-Roubaix

1926: 3º
1927: 14º
1928: 4º
1929: 5º
1931: vincitore
1932: 15º
1933: 7º
1934: vincitore
1935: vincitore
1936: 3º
1938: 36º

### Competizioni mondiali
- Campionati del mondo

Copenaghen 1931 - In linea: 7º
Floreffe 1935 - In linea: ritirato